# Xavier Stockmar
Xavier Stockmar, né le 25 décembre 1797 à Porrentruy (Mont-Terrible), en France et décédé le 21 juin 1864 à Berne, en Suisse, originaire de Rastatt (Bade) ainsi que de Montmelon et de Porrentruy, est un homme politique suisse, libéral et patriote jurassien.

## Biographie
Né à Porrentruy, au numéro 5 du Faubourg de France, Xavier Stockmar est le fils de François Joseph Wenceslas, garde général des forêts et des chasses du prince-évêque de Bâle, et de Marguerite Brieffer.
Après des études au Collège de Porrentruy, il poursuit une formation commerciale à Porrentruy et à Seloncourt. Il commence sa carrière à la manufacture d'armes du Pont-d'Able, puis, de 1822 à 1829, occupe le poste de sous-directeur aux forges de Lucelle. De retour à Porrentruy, il fonde un commerce de vins qui prospère, enrichi par des spéculations fructueuses sur des terrains en Alsace et des vins de Franche-Comté. Parallèlement, il établit une entreprise de roulage à Bâle.
En juillet 1826, Xavier Stockmar, accompagné d’Olivier Seuret, d’Auguste Quiquerez et de Louis Quiquerez, se réunit au Château de Morimont pour prêter le célèbre « Serment de Morimont », par lequel ils s’engagent à « délivrer le Jura de l'oligarchie bernoise ». Cet acte fondateur marque la naissance du premier mouvement séparatiste jurassien. Inspiré par cet engagement, Xavier Stockmar compose par la suite la chanson populaire ajoulote, La Rauracienne.
En 1831, Stockmar prend la tête du mouvement libéral jurassien, menant à la chute du patriciat bernois, et devient une figure influente de l'Assemblée constituante. La même année, il est nommé préfet de Porrentruy, poste qu’il occupe jusqu’en 1835, et est élu député au Grand Conseil bernois, où il siège également de 1831 à 1835.
En 1832, Xavier Stockmar fonde le journal libéral L'Helvétie.

En 1835, Xavier Stockmar accède au poste de conseiller d'État du canton de Berne, mais il est révoqué par le Grand Conseil bernois en 1839, soupçonné de diriger le mouvement séparatiste jurassien. Il reprend alors son siège de député au Grand Conseil. Face à des menaces d’arrestation, il s'exile en France l'année suivante et réside à Paris de 1841 à 1842. En 1843, il prend la direction de l'usine d'acier de Valentigney, un poste qu’il occupe durant deux ans avant de se retirer dans sa propriété de Rosières, près de Blamont.

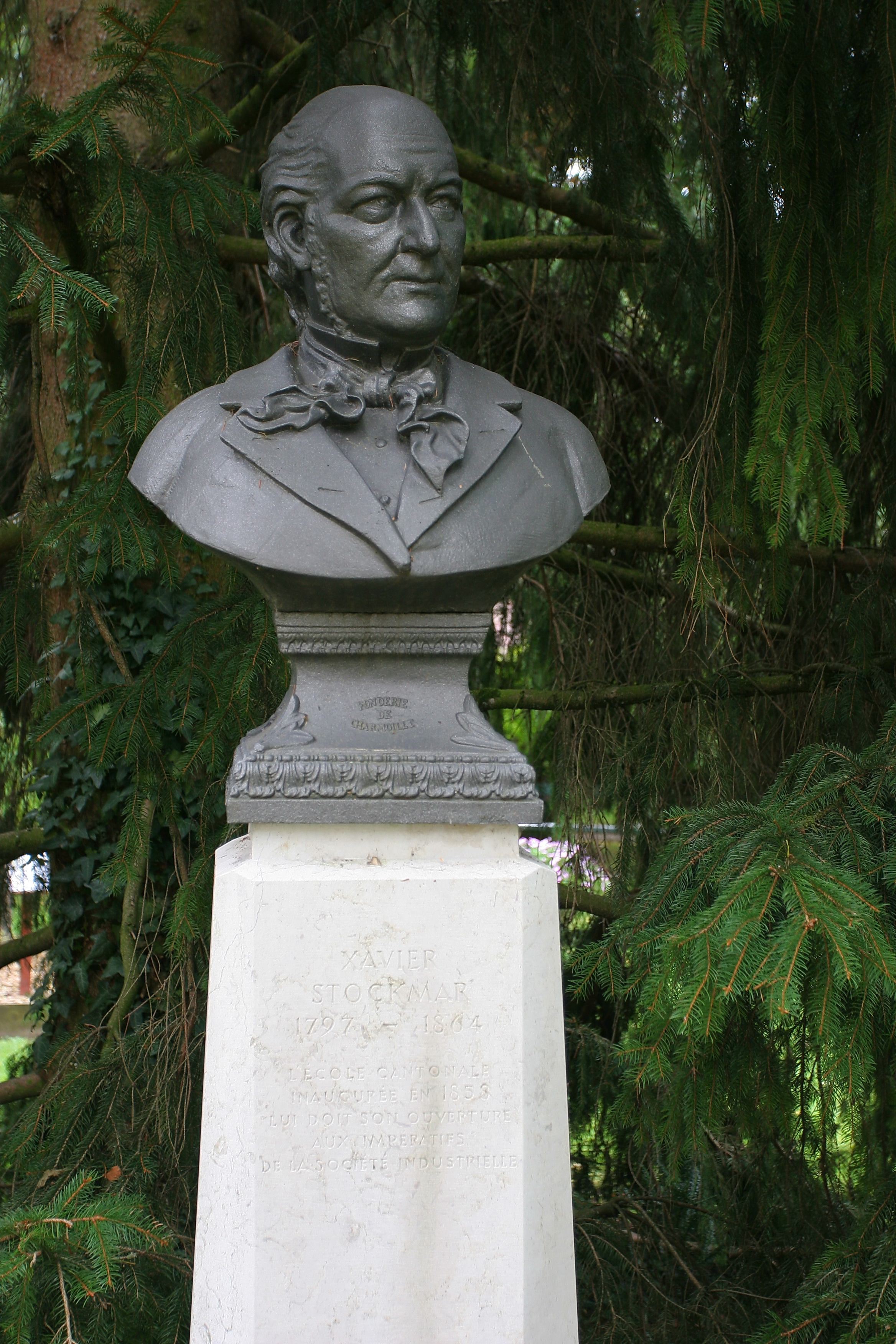
Buste de Xavier Stockmar au jardin botanique de Porrentruy.

Lors de la révolution radicale suisse de 1846, Xavier Stockmar retourne en Suisse et est élu à l'Assemblée constituante bernoise. Il rejoint à nouveau le gouvernement bernois, où il siège de 1846 à 1850. Par la suite, il devient député au Grand Conseil, mandat qu'il exerce de 1850 à 1854, puis de 1858 à 1862. En 1862, il est élu pour la troisième fois au Conseil d'État bernois, où il préside le département des Travaux publics jusqu'à sa mort en 1864.
En 1847, pendant la guerre du Sonderbund, Xavier Stockmar est nommé commissaire fédéral à Fribourg, où il joue un rôle clé dans la consolidation de l’autorité fédérale. La même année, il fonde la Société jurassienne d’émulation, visant à promouvoir la culture et le progrès dans le Jura. En 1848, il est élu député au Conseil national, où il représente le canton de Berne de 1848 à 1851, puis de nouveau de 1854 à 1864.

## Œuvres
Xavier Stockmar est l'auteur de la célèbre chanson populaire La Rauracienne, interprétée pour la première fois en 1830 lors d'un rassemblement de l’opposition libérale à Porrentruy. Composée sur la mélodie de Dieu des bonnes gens, cette chanson est inspirée par La Sainte Alliance des peuples de Béranger.